# Уэст-Мемфис
Уэст-Ме́мфис (англ. West Memphis) — город с местным самоуправлением (city) в штате Арканзас, США. Население — 26 245 человек (по переписи 2010 года). Крупнейший город округа Криттенден. Расположен на реке Миссисипи, напротив города Мемфис.

## История
На территории современного Уэст-Мемфиса издавна жили многочисленные индейские племена, ценившие плодородные берега Миссисипи. В 1884 году здесь был основан город Уэст-Мемфис. В 1892 году близ города был сооружён железнодорожный мост через Миссисипи. Первый автомобильный мост в этом регионе был открыт в 1917 году. В 1927 году Уэст-Мемфис с примерно 500 жителями получил статус города с местным самоуправлением. Первым мэром города был избран Зак Брэгг (Zack Bragg). Вскоре он стал крупнейшим населённым пунктом округа Криттенден.

## Транспорт
Город расположен на правом берегу реки Миссисипи.
Через центр города проходят соединённые маршруты US 70 и US 79. Через северную половину Уэст-Мемфиса проходит I-40 на западе соединённая с US 63, а на востоке — с US 64, через восточную — I-55, соединённая с US 61. На протяжении 5 километров эти западо-восточная и северо-южная магистрали соединены в центре города.

## Демография
Согласно данным переписи населения 2010 года, в Уэст-Мемфисе проживало 26 245 человек. В 2000 году этот показатель составлял 27 674 человека.
Расовый состав жителей города в 2010 году распределился следующим образом: представителей белой расы 34,37 %, афроамериканцев 63,51 %, коренных американцев 0,20 %, монголоидов 0,39 %, представителей двух и более рас 0,96 %, латиноамериканцев любой расы 1,60 %.